# Trolejbusy w Göteborgu
Trolejbusy w Göteborgu − zlikwidowany system komunikacji trolejbusowej w szwedzkim mieście Göteborg, działający w latach 1940−1964.

## Historia
Pierwszą linię trolejbusową w Göteborgu oznaczoną literą M otwarto 2 października 1940. Linia ta kursowała na trasie Järntorget − Jægerdorffsplatsen. 25 kwietnia 1941 otwarto nową linię F, która kursowała na trasie Lilla Torget − Masthugget. W kwietniu 1944 linię F skrócono z Lilla Torget do Järntorget, którą 1 kwietnia 1946 ponownie wydłużono do Lilla Torget. 1 maja 1946 wprowadzono nowy system oznaczania linii:
- M − 36
- F − 35

Linię 36 w 1946 wydłużono do Lilla Torget. W lipcu 1954 linię nr 36 skierowano do nowej końcówki Gråberget. Trasy trolejbusowe w 1955:
- 35: Lilla Torget − Masthugget
- 36: Lilla Torget − Gråberget

14 listopada 1964 zlikwidowano obie linie i zastąpiono je autobusami.

## Tabor
Najstarszym eksploatowanym trolejbusem w Göteborgu był trolejbus wyprodukowany przez Scania Vabis Lindholmen, Motala ASEA Hägglund & Söner w 1938. W Göteborgu otrzymał on nr 1. Pozostawał w eksploatacji do 1957. Kolejne trolejbusy wyprodukowano w 1940 przez Lindholmen, Motala ASEA Hägglund & Söner. W Göteborgu otrzymały nr od 2 do 6. W 1941 wyprodukowano kolejne 4 kolejne trolejbusy. Otrzymały nr 7−10, zostały one wycofane w 1960. Najnowszymi trolejbusami były wyprodukowane przez Scania-Vabis ASEA Hägglund & Söner w 1951. Otrzymały one nr 11−19.